# Мальтердинген
Мальтердинген (нем. Malterdingen) — община в Германии, в земле Баден-Вюртемберг. 
Подчиняется административному округу Фрайбург. Входит в состав района Эммендинген.  Население составляет 3017 человек (на 31 декабря 2010 года). Занимает площадь 11,14 км².